# اللاسلطوية المسيحية

رمز يمثّل اللاسلطوية المسيحية

اللاسلطوية المسيحية هي حركة في اللاهوت السياسي تدعي أن اللاسلطوية مرتبطة بالمسيحية والإنجيل، وتصدر من الاعتقاد بأنه هناك مصدر سلطة واحدة فقط يلجأ إليها المسيحيون وهي سلطة الله كما يبدو في تعاليم يسوع. بالتالي فإن اللاسلطوية المسيحية ترفض فكرة أن للحكومات البشرية سلطة مطلقة على المجتمعات البشرية. يرفض اللاسلطويون المسيحيون فكرة الدولة معتقدين أنها عنيفة ومخادعة وأنها نوع من عبادة الأصنام عندما يتم تمجيدها. يرى اللاسلطويون المسيحيون أن «حكم الله» هو التعبير المناسب عن العلاقة بين الله والبشرية. تحت «حكم الله»، ستتسم علاقات البشر بالسلطة المقسمة والقيادة الخدمية والعطف العالمي، وليس بالهيكل الطبقي السلطوي الذي غالبا ما يكون في التسلسلات الدينية الاجتماعية. يرفض معظم اللاسلطويون المسيحيون والمسيحيون السلميون الحرب واستخدام العنف.
تُستخدم العظة على الجبل أكثر من أي مصدر آخر في الكتاب المقدس كأساس للاسلطوية المسيحية. غالبا ما تُعتبر رواية مملكة الرب داخلك لليو تولستوي نصا مفتاحيا لللاسلطويين المسيحيين المعاصرين.

## الأصل

### العهد القديم
لاحظ جاك إيلول –فيلسوف فرنسي ولاسلطوي مسيحي- أن الآية الأخيرة في سفر القضاة تنص على أنه لا ملك لإسرائيل وأن «كل شخص فعل كما رأى مناسبا». نتيجة لذلك، وكما ورد في سفر صموئيل الأول فإن بني إسرائيل أرادوا ملكا «لكي يكونوا مثل الأمم الأخرى». أعلن الله أن الناس قد رفضوه ملكا لهم، كما حذرهم أن الملك البشري سيؤدي إلى سياسة عسكرية وتجنيد إجباري وفرض الضرائب، وأن طلبهم الرحمة من الملك لن يتم الاستجابة لها. مرر صموئيل تحذير الله لبني إسرائيل ولكنهم أصروا على وجود ملك لهم، وأصبح شاؤول الملك حاكمهم. فيما تبقى من العهد القديم، يحاول بنو إسرائيل التعايش والتأقلم مع قرارهم.

### العهد الجديد
أكثر من أي مصدر في الكتاب المقدس، تُستخدم العظة على الجبل كأساس للاسلطوية المسيحية. يشرح ألكسندر كرستويانوبولوس أن العظة توضح تعاليم يسوع الأساسية عن الحب والمغفرة. يدعي اللاسلطويون المسيحيون أن الدولة المؤسسة على العنف تعارض العظة على الجبل كما تعارض وصية يسوع بأن أحبوا أعداءكم.
تتحدث العظة عن تجربة المسيح على الجبل. في التجربة الأخيرة، يأخذ إبليس يسوع إلى أعلى الجبل ويخبره أنه إذا انحنى له سيعطيه كل ممالك العالم. يستخدم اللاسلطويون المسيحيون هذا كدليل على أن كل الممالك الأرضية والحكومات يحكمها إبليس، وإلا ما كان لإبليس أن يعرض تقديمها ليسوع. رفض يسوع التجربة مختارا أن يخدم الله بدلا من ذلك، مشيرا إلى أن يسوع كان واعيا بالطبيعة الفاسدة للسلطة على الأرض.
ميزت الإسخاتولوجيا المسيحية والعديد من اللاسلطويين المسيحيين –مثل جاك إيلول- الدولة والنفوذ السياسي بأنه وحش الكتاب المقدس في رؤيا يوحنا.
ينتقد فريدريك نيتشه وفرانك سيفر بيلينغ المسيحية واللاسلطوية قائلين بأنهما نفس الشيء.

### المسيحية المبكرة
طبقا لألكسندر كرستويانوبولوس، فإن العديد من كتابات آباء الكنيسة تشير للاسلطوية على أنها مثالية عند الله. عارض المسيحيون الأوائل هيمنة الدولة: «علينا أن نطيع الله كحاكم وليس البشر» (سفر أعمال الرسل، الرسالة الأولى إلى أهل كورنثوس). يبدو أيضا أن بعض المجتمعات المسيحية المبكرة قد مارست الشيوعية اللاسلطوية، مثل جماعة القدس الموصوفة في سفر أعمال الرسل والذين شاركوا أموالهم وأعمالهم بالتساوي وبالعدل بين جميع الأعضاء. ادعى رومان مونيتيرو أن استخدام الإطار الإنساني –مثلما فعل ديفيد جريبر- يمكننا من إعادة تشكيل شيوعية مجتمعات المسيحيين الأوائل، وأن هذه الممارسات كانت منتشرة بشكل كبير واستمرت لفترة طويلة من الزمن. يصرّ اللاسلطويون المسيحيون -مثل كيفين كريغ- على أن هذه المجتمعات كانت متمركزة على الحب الحقيقي والاهتمام ببعضهم البعض وليس على الشعيرة الدينية، كما يدعون أن سبب اضطهاد المسيحيين في الإمبراطورية الرومانية لم يكن بسبب عبادتهم يسوع المسيح، بل لأنهم رفضوا عبادة الأصنام البشرية الذين ادعوا الهيئة الإلهية (انظر عبادة الأباطرة الرومان). انطلاقا من أنهم رفضوا عبادة الإمبراطور الروماني، فقد رفضوا أي قسم للولاء للإمبراطورية الرومانية. على سبيل المثال، عندما طُلب من سبيراتوس قسم الولاء للإمبراطور قال في 180 م «أنا لا أعترف بإمبراطورية هذا العالم... لأنني أعرف ربي، ملك الملوك وإمبراطور كل الأمم».

### تحول الإمبراطورية الرومانية
بالنسبة للاسلطويين المسيحيين فإن اللحظة التي تمثل تدهور المسيحية هي تحول قسطنطين العظيم إلى المسيحية بعد انتصاره في معركة جسر ميلفيو في 312 م. بعد هذا الحدث، أصبحت المسيحية قانونية بحكم مرسوم ميلانو في 313 م، مما أدى إلى تحول الكنيسة المسيحية من طائفة صغيرة متواضعة إلى تنظيم هرمي سلطوي. يشير اللاسلطويون المسيحيون إلى أن هذا حدد بداية «التحول المسيحي» حيث اتجهت المسيحية تدريجيا نحو كونها تحت إرادة الطبقة الحاكمة، لتصبح كنيسة الدولة للإمبراطورية الرومانية، وفي بعض الحالات (مثل الحملات الصليبية ومحاكم التفتيش وحروب فرنسا الدينية) كانت تبريرا دينيا لارتكاب العنف.

### العصور الوسطى
هناك العديد من الجماعات والأفراد في العصور الوسطى الذين أظهور ميلا للاسلطوية، معتبرين الله مرشدهم ورافضين كلا من السلطة الكنسية والعلمانية.
- بيلكانيون: جماعة من الأرمن (القرن السادس إلى القرن التاسع) والذين سعوا إلى عودة نقاء الكنيسة في عهد بولس الطرطوسي.
- توندراكيون: جماعة من الأرمن (القرن التاسع إلى القرن الحادي عشر) والذين شجعوا على إلغاء كنيسة الأرمن الأرثوذكس بالإضافة إلى باقي الشعائر التقليدية.
- البوغوميل: جماعة ظهرا في القرن الحادي عشر في مقدونيا والبلقان والذين سعوا إلى عودة روحانية المسيحيين الأوائل وعارضوا تأسيس صور من الحكومة والسلطة الكنسية.
- غوندولفو: هو مبشر مسيحي من القرن الحادي عشر قرب مدينة ليل في فرنسا، والذي علّم أن الخلاص المسيحي يمكن تحقيقه من خلال حياة أخلاقية بالتخلي عن العالم، وكبح رغبات الجسد، واكتساب القوت من خلال أعمال اليدين، وعدم إيذاء أي أحد، وتطبيق أعمال الخير للجميع من أبناء ملته.